# Шёстрём, Сара
Са́ра Фредрика Шёстрём (швед. Sarah Fredrika Sjöström; род. 17 августа 1993, Салем, Стокгольм) — шведская пловчиха, трёхкратная олимпийская чемпионка 2016 и 2024 годов, 20-кратная чемпионка мира (в том числе 14 раз в 50-метровых бассейнах), 29-кратная чемпионка Европы (в том числе 17 раз в 50-метровых бассейнах). Многократная рекордсменка мира. Специализируется в плавании баттерфляем и вольным стилем на дистанциях 50, 100 и 200 метров.

## Биография

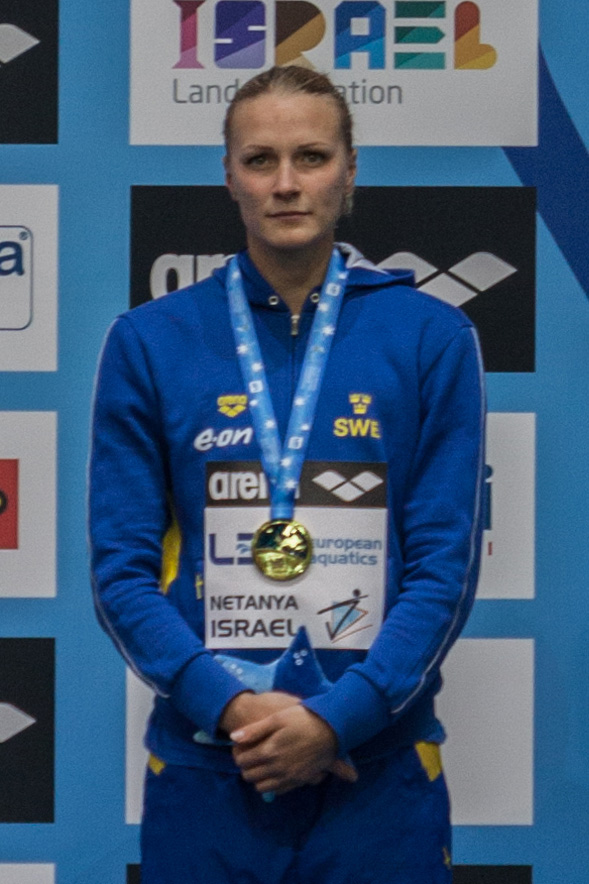
2015 год

В марте 2008 года в Эйндховене 14-летняя Шёстрём стала чемпионкой Европы на дистанции 100 метров баттерфляем с результатом 58,44, Инге Деккер отстала на 0,06 сек. В августе впервые в карьере выступила на Олимпийских играх. На дистанции 100 метров баттерфляем не сумела выйти даже в полуфинал, заняв только 27-е место в предварительных заплывах с результатом 59,08.
Первое золото на чемпионатах мира выиграла в возрасте 15 лет в Риме на дистанции 100 метров баттерфляем. В 2013—2024 годах выигрывала как минимум одно золото на семи чемпионатах мира подряд: 2013 (1), 2015 (2), 2017 (3), 2019 (1), 2022 (2), 2023 (2), 2024 (2). Все золотые медали были завоёваны в личных дисциплинах. На дистанции 50 метров баттерфляем побеждала на 6 чемпионатах мира подряд (2015—2024). Всего на чемпионатах мира завоевала 23 медали в личных дисциплинах — абсолютный рекорд среди мужчин и женщин. По общему количеству золотых наград в личных дисциплинах (14) уступает только американцам Кэти Ледеки и Майклу Фелпсу.
Лидирует по общему количеству медалей в истории чемпионатов Европы — 28.
Рекордсменка мира на дистанциях 50 и 100 метров вольным стилем и 50 и 100 метров баттерфляем. Рекордсменка Европы на дистанциях 100 и 200 метров вольным стилем и 100 метров баттерфляем на короткой воде. Свой первый мировой рекорд на дистанции 100 метров баттерфляем установила на чемпионате мира в Риме в 2009 году в возрасте 15 лет.
Представляла Швецию на пяти Олимпийских играх: 2008, 2012, 2016, 2020, 2024 годов. На Олимпийских играх Сара выиграла 6 медалей, в том числе три золотых: на дистанции 100 метров баттерфляем в 2016 году и на дистанциях 50 и 100 метров вольным стилем в 2024 году.

### Статистика на Олимпийских играх
Зелёным выделены участия в финальных заплывах
| Дистанция                        | 2008 | 2012 | 2016 | 2020 | 2024 |
| -------------------------------- | ---- | ---- | ---- | ---- | ---- |
| 50 метров вольным стилем         | —    | 14   | 13   | 2    | 1    |
| 100 метров вольным стилем        | —    | 12   | 3    | 5    | 1    |
| 200 метров вольным стилем        | —    | 9    | 2    | —    | —    |
| 100 метров на спине              | 29   | —    | —    | —    | —    |
| 100 метров баттерфляем           | 27   | 4    | 1    | 7    | —    |
| Эстафета 4×100 м вольным стилем  | —    | —    | 5    | 6    | 5    |
| Эстафета 4×200 м вольным стилем  | —    | —    | 5    | —    | —    |
| Комбинированная эстафета 4×100 м | —    | 10   | 9    | 5    | 7    |

### Общее количество наград
| Турнир                             | 1  | 2  | 3 | Всего |
| ---------------------------------- | -- | -- | - | ----- |
| Олимпийские игры                   | 3  | 2  | 1 | 6     |
| Чемпионаты мира                    | 14 | 8  | 3 | 25    |
| Чемпионаты мира на короткой воде   | 6  | 4  | 1 | 11    |
| Чемпионаты Европы                  | 17 | 7  | 4 | 28    |
| Чемпионаты Европы на короткой воде | 12 | 12 | 2 | 26    |

Шёстрём выигрывала как минимум одно золото на восьми чемпионатах мира (2009, 2013, 2015, 2017, 2019, 2022, 2023, 2024) и семи чемпионатах Европы (2008, 2010, 2012, 2014, 2016, 2018, 2022).

### Личные рекорды
- 100 метров вольный стиль: 51,71 WR
- 100 метров баттерфляй: 55,48 WR
- 50 метров баттерфляй: 24,43 WR
- 50 метров вольный стиль: 23,67 WR